# Aéroport de Bearskin Lake
L'aéroport de Bearskin Lake est un aéroport situé en Ontario, au Canada.